# Савранский лес
Савра́нский лес (укр. Савраньський ліс) — государственный ландшафтный заказник, расположенный на территории Подольского района Одесской области (Украина). Находится на правобережье реки Южный Буг, ниже (южнее) границы Одесской и Кировоградской областей, в нескольких километрах к югу от посёлка Саврань.
Представляет собой смешанный лес, встречаются берёза, сосна, дуб, клён и другие.

## Гайдамацкий колодец

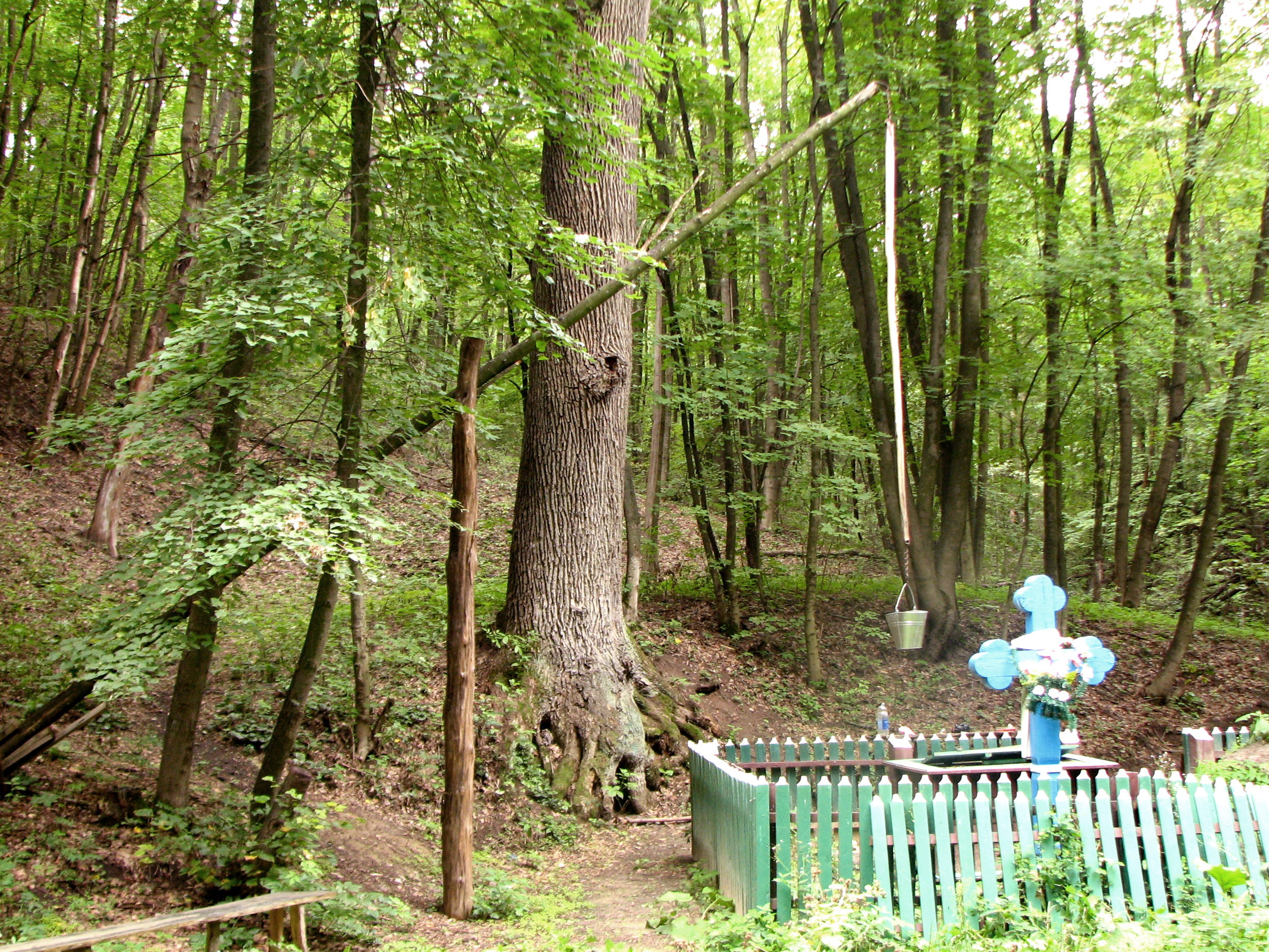
Гайдамацкий колодец

В Дедовом яру Савранского леса находится гайдамацкий колодец, построенный приблизительно в 1768 году бежавшими из Умани гайдамаками — участниками крестьянского восстания 1768 года. С годами колодец пришёл в негодность, однако был возрождён в 2005 году усилиями местных жителей. Рядом с колодцем растёт большой дуб, возраст которого превышает возраст колодца. На поляне рядом с колодцем находятся столы более чем на 100 человек. В данном месте регулярно встречаются члены казацкого сообщества, проводятся школьные экскурсии.
С 1972 года Гайдамацкий колодец является гидрологическим памятником природы.